# Miercurea Ciuc
Miercurea Ciuc  (rumänskt uttal: [ˈmjerkure̯a t͡ʃjuk]; ungerska: Csíkszereda, ungerskt uttal: [:ˈtʃiːksɛrɛdɒ] ( lyssna); tyska: Szeklerburg) är en stad (municipiu) i det historiska landskapet Transsylvanien i norra Rumänien. Staden ligger i floden Olts dalgång, i det så kallade Szeklerlandet, en etnokulturell region i den östra delen av Transsylvanien. Den utgör residensstad i länet Harghita.
Stadskommunen Miercurea Ciuc omfattar utöver själva staden Miercurea Ciuc även tre närliggande byar:
- Ciba / Csiba
- Harghita-Băi / Hargita-fürdő
- Jigodin-Băi / Zsögöd-fürdő, inklusive Jigodin / Csíkzsögöd

## Historik
Under medeltiden var orten huvudstad i regionen Csíkszék. Mellan 1876 och 1918 var den residensstad i länet Csík (Ciuc) i Kungariket Ungern. När Trianonfördraget undertecknades 1920, blev staden den del av Kungariket Rumänien, där den var residensstad i länet Ciuc mellan 1927 och 1938.
Staden var återigen ungersk mellan 1940 och 1944. 1944 intog Sovjetunionen staden, som 1945 åter blev en del av Rumänien, vilket bekräftades i Parisfreden 1947. Mellan 1952 och 1968 tillhörde staden den så kallade "Ungerska autonoma regionen". 1968 blev Miercurea Ciuc residensstad i det då nybildade länet Harghita.
Åren efter andra världskriget industrialiserades staden, och bland annat byggdes en traktorfabrik, en textilfabrik och en ölfabrik.

## Sport
Vintertid sjunker temperaturen, ibland ända ner till −20 °C eller ännu lägre, och staden blir en vintersportort. I ishallen Vákár Lajos spelar ishockeylaget HSC Csíkszereda sina hemmamatcher. Juniorvärldsmästerskapen i hastighetsåkning på skridskor 2006 avgjordes i staden, på landets enda 400-metersbana.

## Bilder

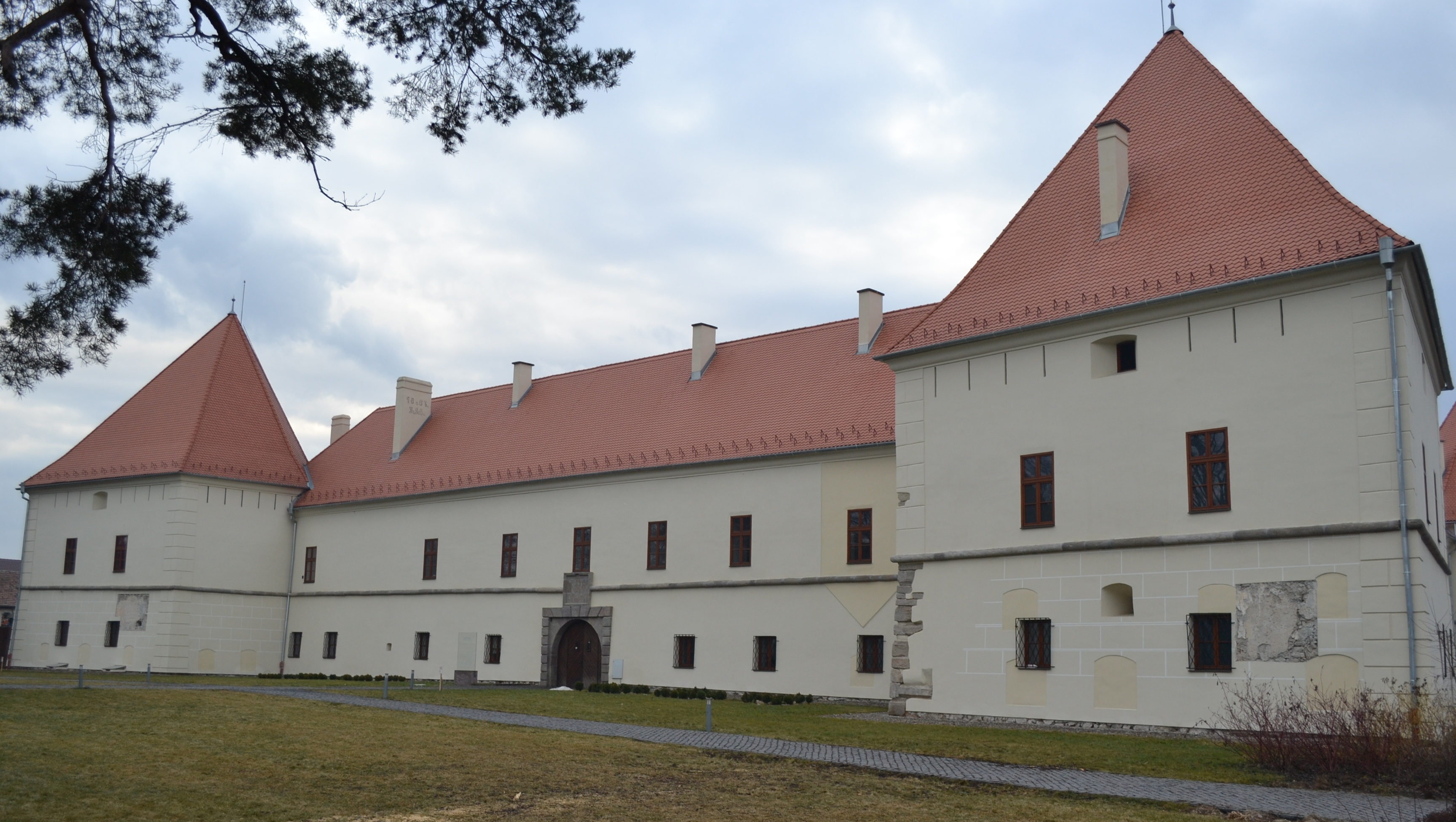
Slottet Mikó.
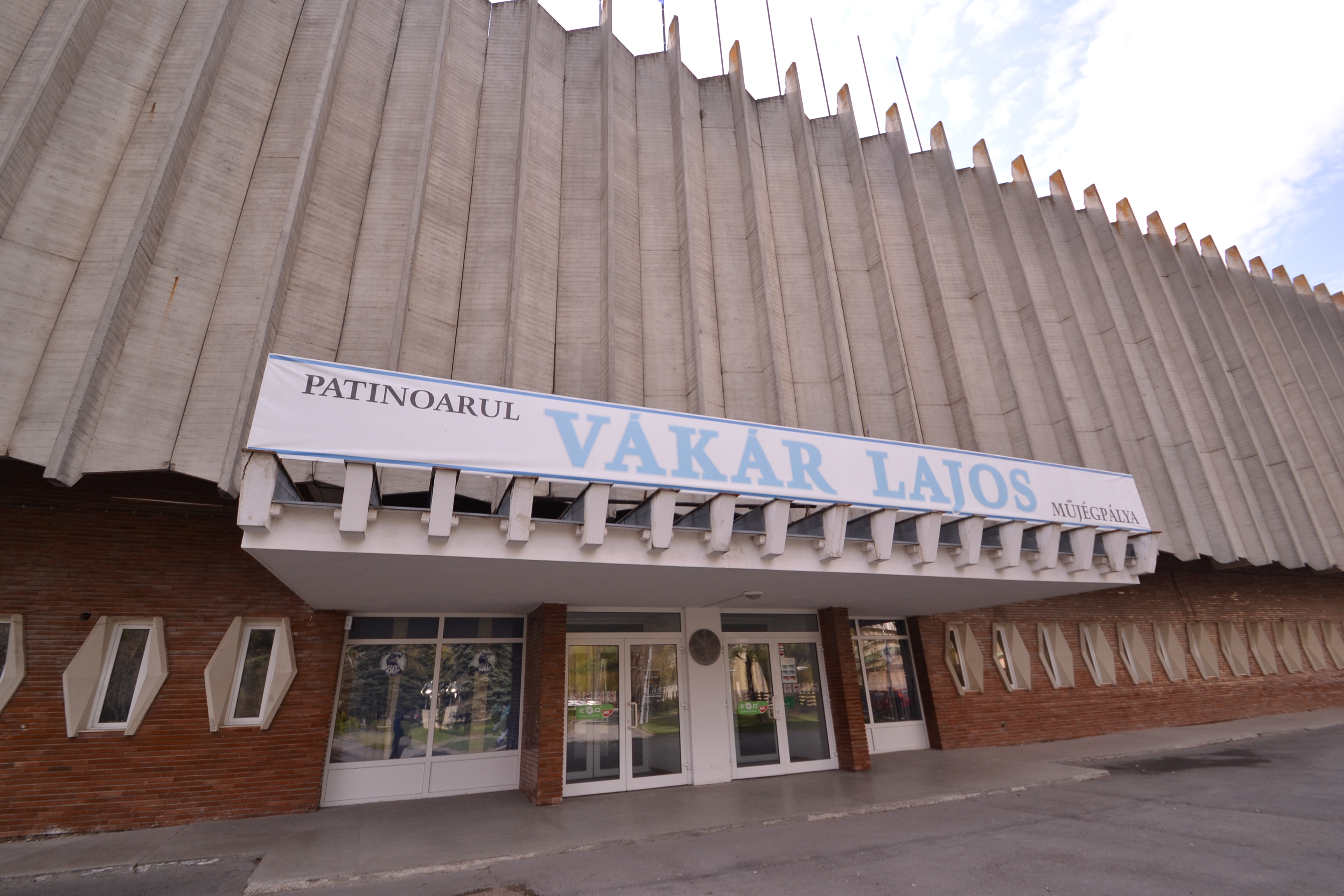
Ishallen "Vákár Lajos".
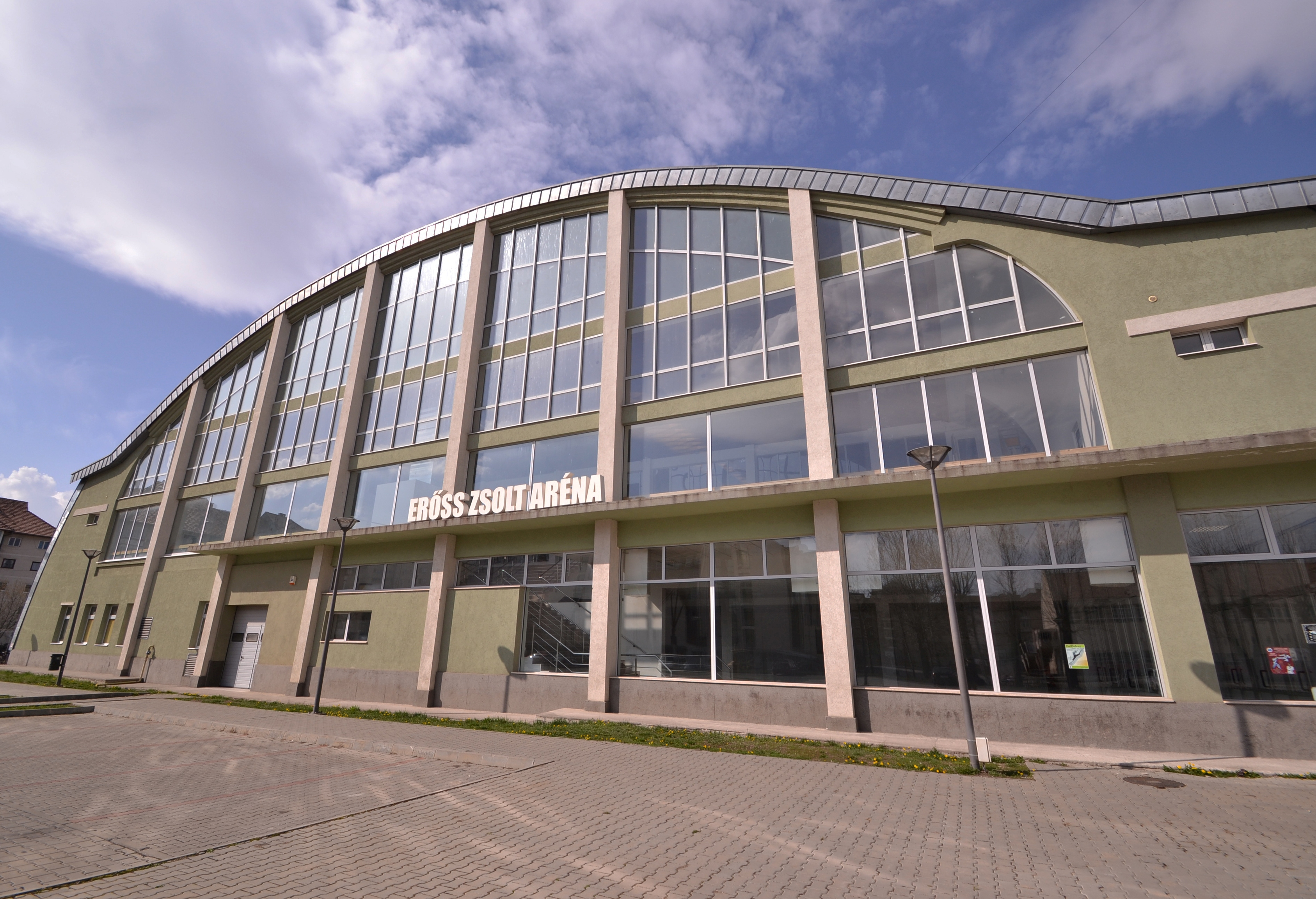
Idrottsarenan "Zsolt Erőss".
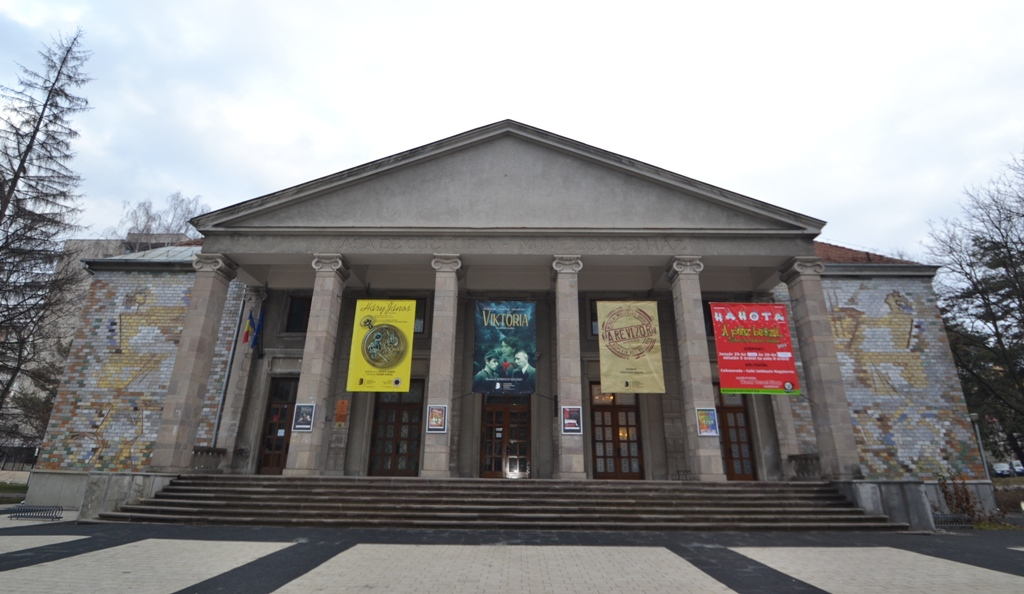
Teatern.
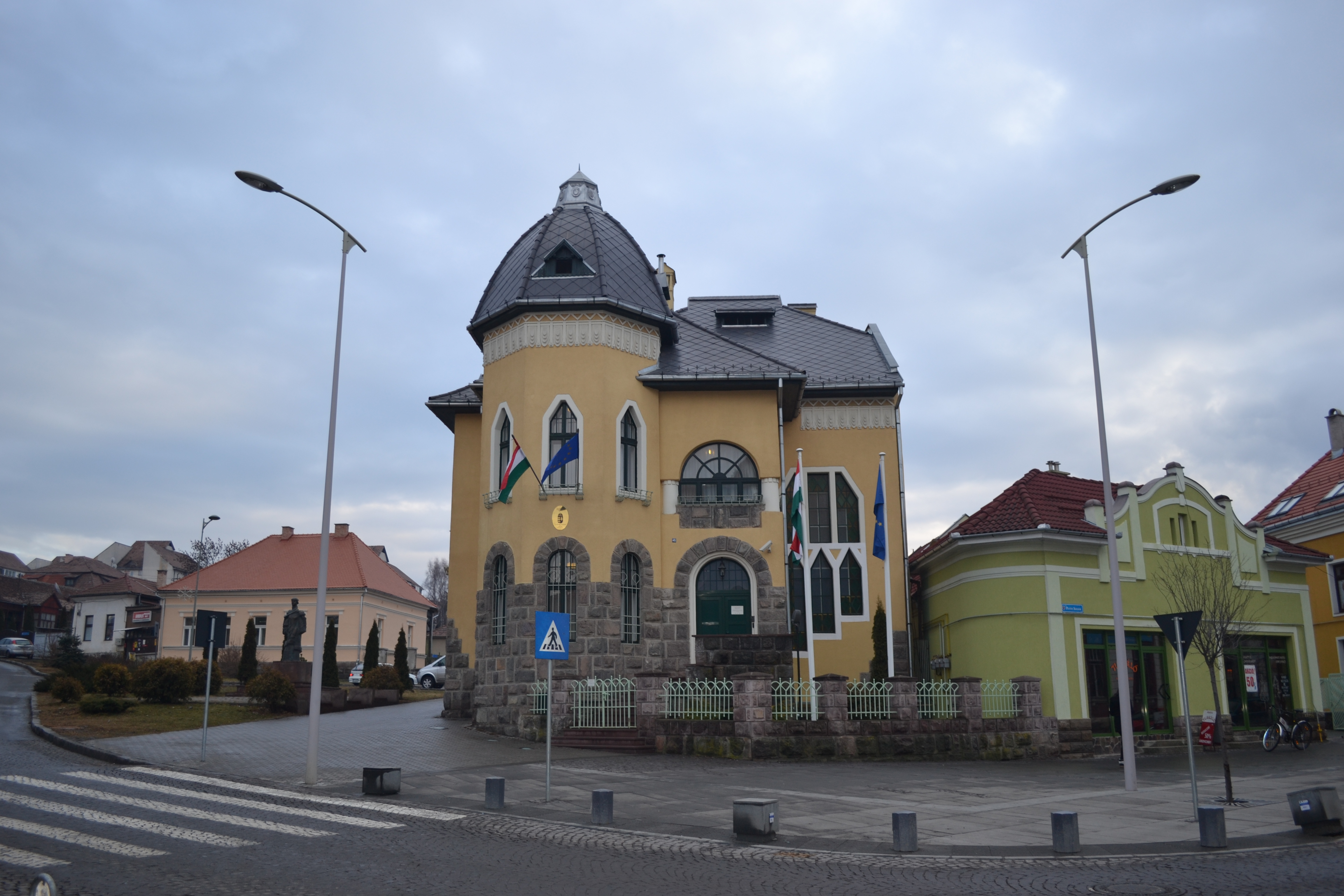
Ungerska konsulatet.
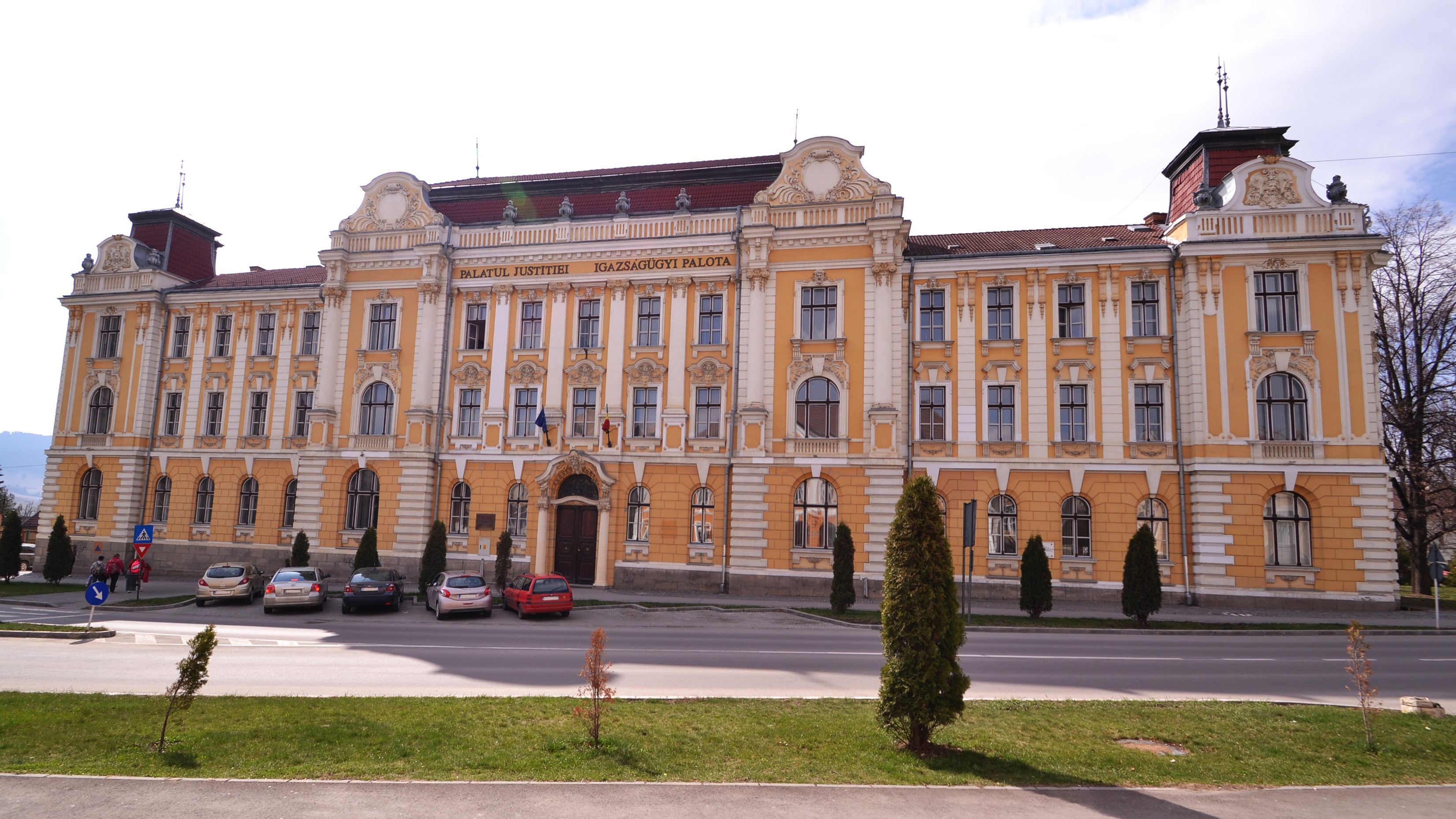
Justitiepalatset.
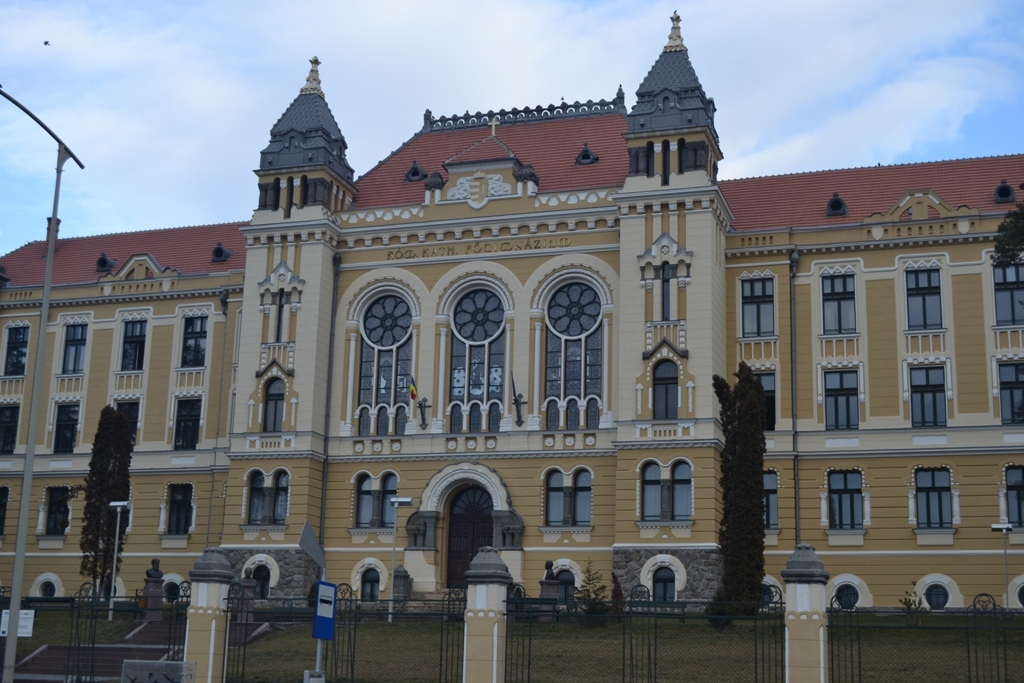
Skolan "Márton Áron".
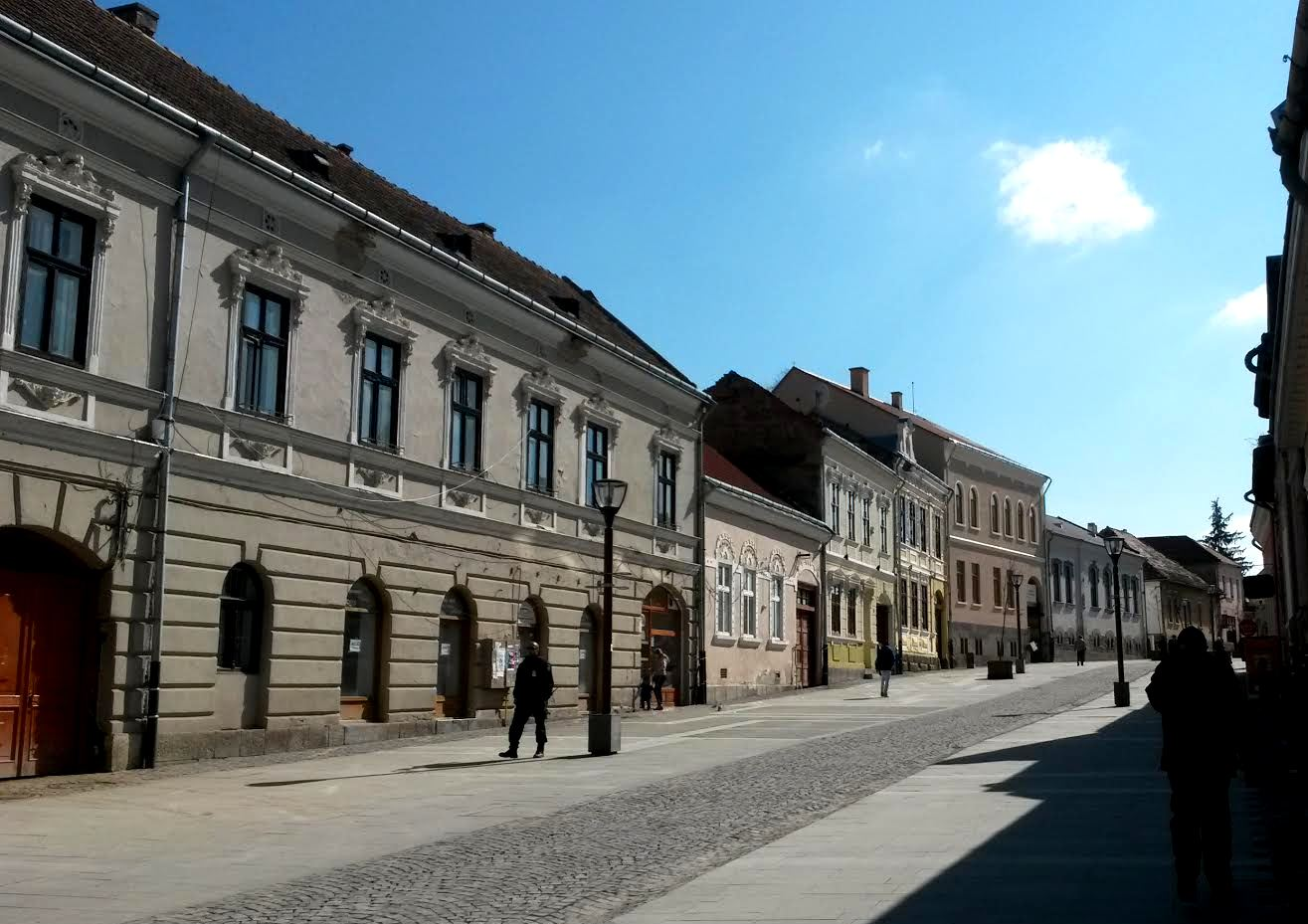
Gatan Petőfi Sándor.